# Adetus spinipennis
Adetus spinipennis är en skalbaggsart som beskrevs av Stefan von Breuning 1971. Adetus spinipennis ingår i släktet Adetus och familjen långhorningar. Inga underarter finns listade i Catalogue of Life.